# Rudo Chigudu
Rudo Chigudu es una activista feminista de Zimbabue e integrante de Sistahood Katswe, organización de mujeres jóvenes que trabaja en la desmitificación de cuestiones relacionadas con la sexualidad. Rudo significa "amor" en Shona, el lenguaje de su tribu y sus ancestros. 
Es una de las protagonistas de "Mujeres liderando África; conversaciones con mujeres inspiradoras", una publicación en inglés del Fondo para el Desarrollo de las Mujeres Africanas (AWDF). AWDF es una fundación de donantes que apoya a nivel local, nacional y regional, a las organizaciones de mujeres, y trabaja para el empoderamiento de las africanas además de promover el ejercicio de sus derechos.